# Ariane Moffatt
Ariane Moffatt (Lévis, 1979), é uma cantora e compositora quebequense de língua francesa.
Em 2007, por ocasião do evento anual da Francofonia, Ariane apresentou-se no Rio de Janeiro, São Paulo e Brasília.

## Discografia
- 2002: Aquanaute
- 2002: À la Station C
- 2005: Le cœur dans la tête
- 2008: Tous les sens